# SDSS J025905.63+001121.9
 (avril 2024).
Améliorez-le ou discutez des points à vérifier. 
SDSS J025905.63+001121.9 ou LBQS 0256-0000 est un très lointain quasar qui se situe dans un mini groupe de quasars. SDSS J025905.63+001121.9 est aussi identifié comme un potentiel blazar, SDSS J025905.63+001121.9 fait aussi partie de la catégorie des trous noirs supermassifs.
SDSS J025905.63+001121.9 se situe dans la constellation de la Baleine à plus de 4,1 milliards d'années-lumière,,.

## Découverte
SDSS J025905.63+001121.9 a été découvert par une étude faite par le Sloan Digital Sky Survey nommée SDSS-DR5. Cette étude explorait le ciel profond dans un spectre très proche du visible (le spectre est d'une longueur d'onde de 690 nanomètre)s.

## Caractéristiques de SDSS J025905.63+001121.9

### Théorie du blazar de SDSS J025905.63+001121.9
La principale caractéristique de SDSS J025905.63+001121.9 est le fait que selon le Karl G. Jansky Very Large Array le signal de SDSS J025905.63+001121.9 est un signal légèrement polarisé. Le fait qu'un signal soit polarisé veut dire que l'objet qui émet le signal polarisé possède un intense champ magnétique (pour qu'un signal soit polarisé il faut que le champ magnétique de l'objet soit supérieur à 1015 gauss soit 1011 teslas).

### Caractéristique du quasar/blazar SDSS J025905.63+001121.9
Le type spectral de QSO B0256-000 est un type très rare, en effet QSO B0256-000 fait partie des quasars dits "blueshift". Les quasars qui possèdent un blueshift sont des quasars qui possèdent un taux très élevé d'ionisation d'atomes.
L'ionisation des atomes produit des émission d'onde avec une longueur d'onde de 18,50 nm jusqu'à 15,18 nanomètres.
Les quasars à taux élevé d'ionisation possèdent une vitesse des gaz de leurs disques d'accrétion supérieure à 1 000 km/s, dans le cas de SDSS J025905.63+001121.9 les gaz du disque d'accrétion vont à une vitesse moyenne de 3 000 km/s, cette vitesse pouvant aller jusqu'à 5 000 km/s. La vitesse des gaz leur fait atteindre une température d'environ 106 degrés Kelvin (°K).
Une autre caractéristique de SDSS J025905.63+001121.9 est le fait surprenant que ce blazar ne possède pas de jet de matière, c'est d'ailleurs cette absence de jet qui fait que la théorie du potentiel blazar est souvent prise pour parler de SDSS J025905.63+001121.9. Lorsqu'un quasar actif ne possède pas de jet cela veut dire que ce quasar est une source extrêmement compacte, ce qui fait que ce quasar passe dans la catégorie des blazars,,.

## Groupe de quasars de SDSS J025905.63+001121.9
Le groupe de quasars de QSO B0256-000 se compose de QSO B0256-000 lui-même mais aussi du quasar 2SLAQ J025901.29+001222.3, ces deux quasars sont espacés d'environ 2 millions d'années-lumière et de 2,3 arcs-secondes dans le ciel terrestre,,.

## Trou noir supermassif de SDSS J025905.63+001121.9
Le trou noir qui siège au centre du blazar QSO B0256-000 possède une masse d'environ 5,25 milliards de masses solaires, La masse du trou noir central de QSO B0256-000 a été calculée grâce à la vitesse moyenne des gaz du disque d'accrétion. La technique de calcul de la masse par rapport à la vitesse des gaz se nomme la troisième loi de Kepler.
Au vu de la masse du trou noir de 5,25 milliards de masses solaires, il aurait un rayon de Schwarzschild de 104 unités astronomiques (UA) et donc un diamètre de 208 UA,.